# Bektež
Bektež je naselje u Požeško-slavonskoj županiji, kod Kutjeva.
Bektež je danas značajno središte na području Grada Kutjeva, jedno od razvijenijih sredina Požeštine, osobito u obrtništvu. Naselje ima oko 120 domaćinstava s 388 mještana, a uz bavljenje obrtništvom najzastupljenija je poljoprivredna proizvodnja. U mjestu je pošta, područna škola, poslovna jedinica Kutjeva d.d., trgovina i dr. Osobitost Bekteža je značajna društvena angažiranost mještana, pa u selu djeluju lovačko i ribolovno društvo, kulturno-umjetničko društvo, nogometni klub i vatrogasno društvo Bektež, ujedno i najstarija udruga u Bektežu. 

## Povijest
Prema povijesnim podacima naselje Bektež nastalo je još prije gotovo 700 godina, a njegovom stalnom razvoju u velikoj mjeri je pridonio izuzetnom povoljan zemljopisni položaj na razmeđi pravaca prema Požegi, Našicama i Slavonskom Brodu. Selo je smješteno u sjeveroistočnom dijelu Požeštine, u podnožju Krndije i Papuka, na važnoj prometnici koja povezuje središte Požeško-slavonske županije i grad Našice u Osječko-baranjskoj županiji, a također čini poveznicu preko Čaglina prema Slavonskom Brodu. Bektež je jedno od većih naselja na području današnjeg Grada Kutjeva, kojemu administrativno pripada. Bektež je dugi niz godina bio općinsko središte (1876. – 1956. g.) 
Oko 1850. g. poslije ukinuća kmetstva, Požeština ima tri upravno-sudska kotara: Velički sa sjedištem u Požegi, Pleternički i Betkeški, a bilježništva u mjestima: Pleternici, Ruševu, Bektežama, Kaptolu, Mihaljevcima, Brestovcu i Sloboštini. 1876. g. okolica Požege ima samo jedan upravni kotar i četiri općine: Pleternica s 32 sela, Bekteže s 42 sela, Velika s 25 sela, Brestovac s 53 sela. Te su općine imale pregolema područja, pa se zato oko 1900. g. broj općina povećava te se osnivaju manje općine u mjestima: Pleternica, Ruševo, Bekteže, Kaptol, Jakšići, Mihaljevci, Velika, Stražeman, Požega vanjska, Brestovac. U dugovjekoj povijesti Bektež je u 14. stoljeću pripadao posjednicima Ilićima, Abramovićima i Lovrićima, a početkom i krajem 15. stoljeća gospoštiji Gradište koje je bilo trgovište i imalo svoju tvrđavu. Kada se spominju i dva mala sela Šimunovci i Dragalovci, čija imena su u kasnijem razdoblju sačuvana u mjesnim nazivima bekteškog hatara. Starije ime Bekteže dali su naselju islamizirani Hrvati koji su na ovim prostorima živjeli u vrijeme turske vladavine. Oni su potkraj 17. stoljeća napustili selo i otišli u Bosnu, a na njihovo su se mjesto doselili Hrvati iz drugih krajeva.

## Stanovništvo
| broj stanovnika | 290   | 314   | 312   | 366   | 420   | 396   | 467   | 396   | 374   | 416   | 493   | 520   | 487   | 468   | 430   | 388   | 296   |
|                 | 1857. | 1869. | 1880. | 1890. | 1900. | 1910. | 1921. | 1931. | 1948. | 1953. | 1961. | 1971. | 1981. | 1991. | 2001. | 2011. | 2021. |